# Jens Naessens
Jens Naessens (ur. 1 kwietnia 1991 w Deinze) – belgijski piłkarz występujący na pozycji napastnika w Lierse Kempenzonen.